# Campylandra tui
Campylandra tui är en sparrisväxtart som först beskrevs av Fa Tsuan Wang och Tang, och fick sitt nu gällande namn av M.N.Tamura, S.Yun Liang och Turlan. Campylandra tui ingår i släktet Campylandra och familjen sparrisväxter. Inga underarter finns listade i Catalogue of Life.